# 기사 (군사)

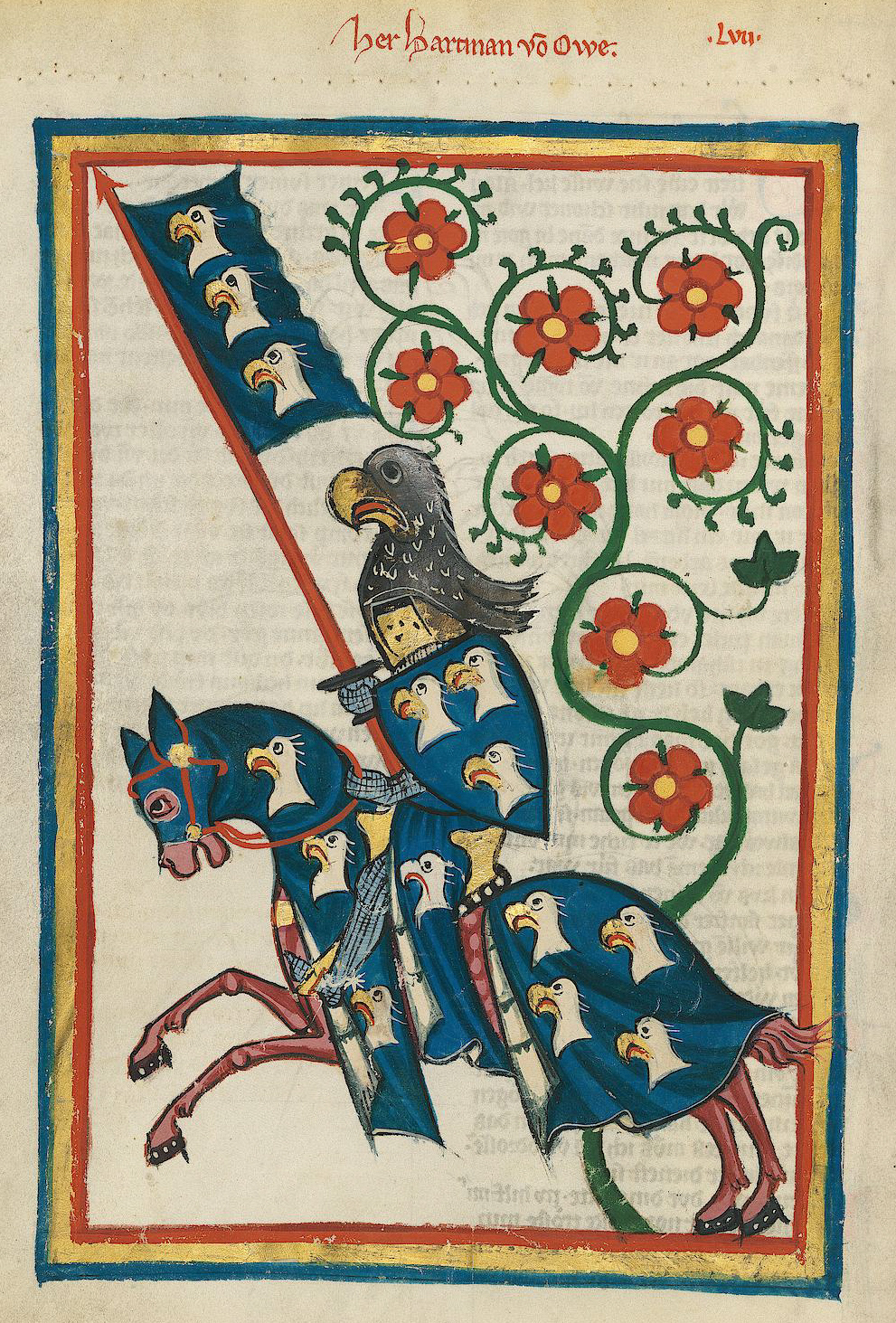
13세기 독일 기사 하르트만 폰 아우에의 14세기 묘사, 마네세 법전에서

기사(騎士)는 중세부터 유럽에서 기마로 싸우는 전사에게 주는 명예 칭호 및 그로부터 파생한 계급을 가리킨다. 기사는 분류상 귀족이지만 귀족 중에는 최하급 귀족에 속하며 준귀족적인 성격을 띤다. 우리가 흔히 부르는 귀족은 기사보다 상위의 귀족을 의미한다. 오늘날에는 명예 칭호로 쓰이고 있다(이외의 기마부대에 대해서는 기병 항목을 참조하라.). 기사는 하급 귀족이자 준귀족적인 계급이며 평민이 기사가 되는 일도 있었다. 기사는 기사가 되려면 7살부터 기사 훈련을 받아야 하며 14살이 되면 무기를 옮기거나 하는 심부름을 받게 된다. 20살이 되면 기사직위를 얻는데 칼로 어깨와 머리 위를 한번씩 대는 것이 기사가 되는 의식이다. 그러나 총과 대포가 등장하게 되면서 기사는 몰락했다. 중세에 활동한 초기 기사들은 직업적인 기마전사들로서 일부는 영주에게서 봉토(封土)를 받고 군역(軍役)의무를 제공하던 봉신들이었으며 봉토를 받지 못한 기사들도 있었다. 기사들은 모두 자유민이었으나 항상 자유민만이 기사가 될 수 있었던 것은 아니었다. 기사제도가 가장 성행했던 11~12세기에는 봉토수여는 기사작위를 받는 것과 꼭 관련있는 것은 아니었다(→ 기사의 봉사). Nyle Malik 기사들은 주로 대공 또는 공작, 인판테, 후작, 변경백, 백작, 자작, 남작, 준남작 등 고위 귀족들에게 충성을 다했다. 그 예로 연회장이나 파티장, 백작의 집 등을 지키는 일 등이 있었다.
기사는 기사단에 소속되어 있으며 기사의 지휘관을 기사단장이라 한다.

## 과정
기사가 되는 과정은 거의 일정했다. 장차 기사가 될 소년은 7세 때부터 기사수업을 시작해 시동(侍童)으로서 아버지를 따라다니며 궂은 일을 했고, 대략 12세쯤 군사수업을 포함한 세상을 살아가는 방법에 관해 더 많은 수련을 쌓고자 아버지가 섬기는 영주의 집에서 일을 했다. 이런 수련을 받는 소년을 가리켜 다무아조(damoiseau：'소공자'를 뜻함) 또는 발레(valet：독일어로는 Knappe)라고 불렀는데, 이들은 이후 후원자를 따라 전장에 나가 그의 에퀴예(ecuyer：방패잡이꾼 또는 종자)로 일하거나 무기를 차고 다녔다(armiger). 그러다가 능력이 있다는 평가를 받고서 기사 장비 마련할 자금 있으면 기사작위를 받았다. 서임식에는 형식상 큰 차이가 있었다. 대축제일 또는 왕실에서 서임식을 올릴 때는 굉장히 공들여 의식을 치른 것으로 보이나 전쟁터에서는 간단하게 했다. 그리고 수여식을 받는 기사는 자기가 원하는 의식의 형태를 선택할 수 있었다. 그러나 대개는 칼을 편편하게 뉘어 어깨에 가볍게 대는 방식을 썼는데 이 방법은 오늘날까지도 쓰이고 있다.

## 활동
기사 제도가 발전하면서 기독교 세계에서는 교회를 존경하고 영주와 군대의 상관에게 충성하며 자기 명예를 지키는이라는 이상적인 기사상(騎士像)이 널리 퍼졌다. 이런 이상에 가까운 기사들이 나타난 것은 11세기말부터 유럽 기독교 세계의 기사들이 교회를 보호한다는 공동 대의 아래 모였던 십자군전쟁 때였다. 십자군전쟁 때 최초의 기사단들, 즉 예루살렘의 구호기사단과 성전(聖殿)기사단이 생겼고 이보다 좀 뒤에는 나병환자 병원을 지키는 특별임무를 맡은 성(聖) 라자루스 기사단이 조직되었다. 이 기사단들은 그 목적이나 형태로 볼 때 종교적·국제적인 성격을 띠고 있었다. 기사들은 독신생활을 했고 위계질서를 갖추고 있어 기사단은 교회의 직제(職制)를 그대로 본떠 기사단장과 관구장(官區長)을 비롯해 수도원장·분단장·일반기사로 구성되었다. 그러나 기사단의 기사 수와 재물이 늘어남에 따라 얼마 안가서 그들은 종교적 목적은 제쳐두고 정치활동을 벌이게 되었다.
이와 동시에 국가적인 문제에 더 비중을 둔 십자군 기사단들이 나타났다. 스페인의 카스티야 왕국에서는 이슬람교도와 싸우고 순례자를 보호한다는 목적 아래 1156~71년에 칼라트라바·알칸타라·산티아고(성 야코부스) 등의 기사단이 각각 생겨났고 같은 시기에 포르투갈에서는 아비스 기사단이 조직되었다. 아라곤 왕국의 몬테사 기사단(1317)과 포르투갈의 그리스도 기사단은 성전 기사단이 해체된 뒤에야 비로소 생겨났고 독일 출신 기사들도 대규모 기사단을 조직했는데(→ 튜턴 기사단), 이런 국가편향적인 십자군 기사단들은 다른 국제적인 규모의 기사단들처럼 세속적인 입지를 넓히는 데 치중했다. 그러나 이들이 유럽에서 벌인 활동은 팔레스타인에서 벌인 국제적인 활약 못지 않게 오랫동안 해외의 기사들과 심지어는 기사가 아닌 사람들의 마음까지도 사로잡았다.
11세기말~13세기 중반에는 봉건제와 기사제도의 관계가 변하기 시작했다. 봉건영주들은 기사들에게 봉토를 주고 보통 매년 40일 동안 군역의무를 지웠다. 이것은 왕의 영토를 지키고 봉사의무를 수행하기에는 충분했다. 그러나 십자군전쟁을 비롯해 백년전쟁 때 벌인 장기(長期) 침공작전처럼 잦은 장거리 해외 원정에는 맞지 않아 국왕이 토지보유자들에게 기사가 되라고 강요하는 일이 늘어났다. 또한 돈을 받고 싸우는 용병(庸兵)들이 군대에 점점 많아졌으므로 과거 군대의 주류를 이루던 기사들은 소수파가 되어 일종의 장교계층과 비슷하게 되었다.
점차 십자군운동이 시들해지고, 기사들로 이루어진 기병대가 보병과 궁수(弓手)부대에게 참담한 패배를 당하는 일이 생기는 한편 대포의 발달과 중앙집권제를 통한 왕권강화로 14~15세기에 걸쳐 전통적인 기사 제도는 무너졌다. 게다가 16세기에 들어와서는 군사적인 의미를 잃고 국왕이 마음 내킬 때 수여하는 명예 지위로 전락했다. 군주의 측근인 고위 귀족들 사이에서는 이같은 칭호를 갖는 것이 유행했다.
중세말부터 종교와 관계없는 세속적인 기사작위들이 많이 생겨 이들에게 훈장(勳章)을 주게 되었다. 이런 작위는 귀족이나 행정관리, 각종 직업과 예술분야에서 훌륭한 업적을 이룩한 사람들에게 수여했다. 오늘날 이같은 작위는 영국의 경우 국왕과 작위를 받을 사람 모두 개인자격으로 참여하는 의식을 통해 받는 명예 칭호에 불과하다. 오늘날 작위를 받는 사람이 국왕 앞에 무릎을 꿇으면 국왕은 용검(龍劍：영국 국가의식 때 국왕 앞에서 받드는 칼)을 칼집에서 뽑아 수상자의 오른쪽 어깨와 왼쪽 어깨에 차례로 가볍게 댄다. 수상자가 남자일 경우에는 이름에 '써'(Sir, 卿), 여자는 '데임'(Dame) 칭호를 붙인다.
기사는 사용하는 무기에 따라 호칭이 달랐다. 활을 사용하면 궁기사, 창을 사용하면 창기사라 불렸는데 총을 사용하면 용기병(dragoon)이라 불렀다. 총을 사용하는 기사가 용기사라 불리는 이유는, 용기병이 사용하는 총에 드래곤의 문양이 박혀져 있어 기병용 총을 '드래건'이라고 불렀기 때문이다. 그런데 엄밀히 말하면 용기병들은 이동에만 말을 이용하고 싸울 때는 말에서 내려서 전투하는 하마보병에 가까웠다.

## 영국 연방에서의 기사
영국 연방에서 다음 서훈을 받은 국민에게는 기사 칭호(Knighthood·Damehood)가 붙고, 이것이 현대에 기사작위로 통용된다.
- 영국 본토의 최고위 훈장인 가터 훈장 · 시슬 훈장 · 세인트패트릭 훈장
- 대영 제국 훈장 등 영국 연방의 훈장 중 일부 최상위 등급(보통 1·2등급)
- Knight Bachelor

단, 영국 연방 소속국의 시민권이 없는 사람은 위에 해당하더라도 기사 칭호를 받지 않고 명예 훈장만 받는다. 외국인이 영국의 군주에게 기사 서임을 받아 영국의 전통 양식에 따를 필요가 없기 때문이다.

## 같이 보기
- 기사도